# Ogasawarana discrepans
Ogasawarana discrepans é uma espécie de gastrópode  da família Helicinidae.
É endémica de Japão.